# Amarpatti (Bara)
Pour les articles homonymes, voir Amarpatti.
Amarpatti (en népalais : अमरपट्टी) est un comité de développement villageois du Népal situé dans le district de Bara. Au recensement de 2011, il comptait 3 738 habitants.